# Bomba Mark 84
La Bomba Mark 84 o BLU-117 és una Bomba americana d'ús general de 900 kg. És la més gran de la sèrie de bombes Mark 80. Entrada en servei durant la guerra del Vietnam, es va convertir en una bomba pesada no guiada dels Estats Units d'ús habitual. En aquell moment, era la tercera bomba més gran en pes de l'inventari nord-americà darrere de BLU-82 "Daisy Cutter" de 6.800 kg i Bomba "demolició" M118 de 1400 kg. Actualment és el sisena en mida darrera la bomba GBU-43/B Massive Ordnance Air Blast (MOAB), entre d'altres.

## Desenvolupament i ús

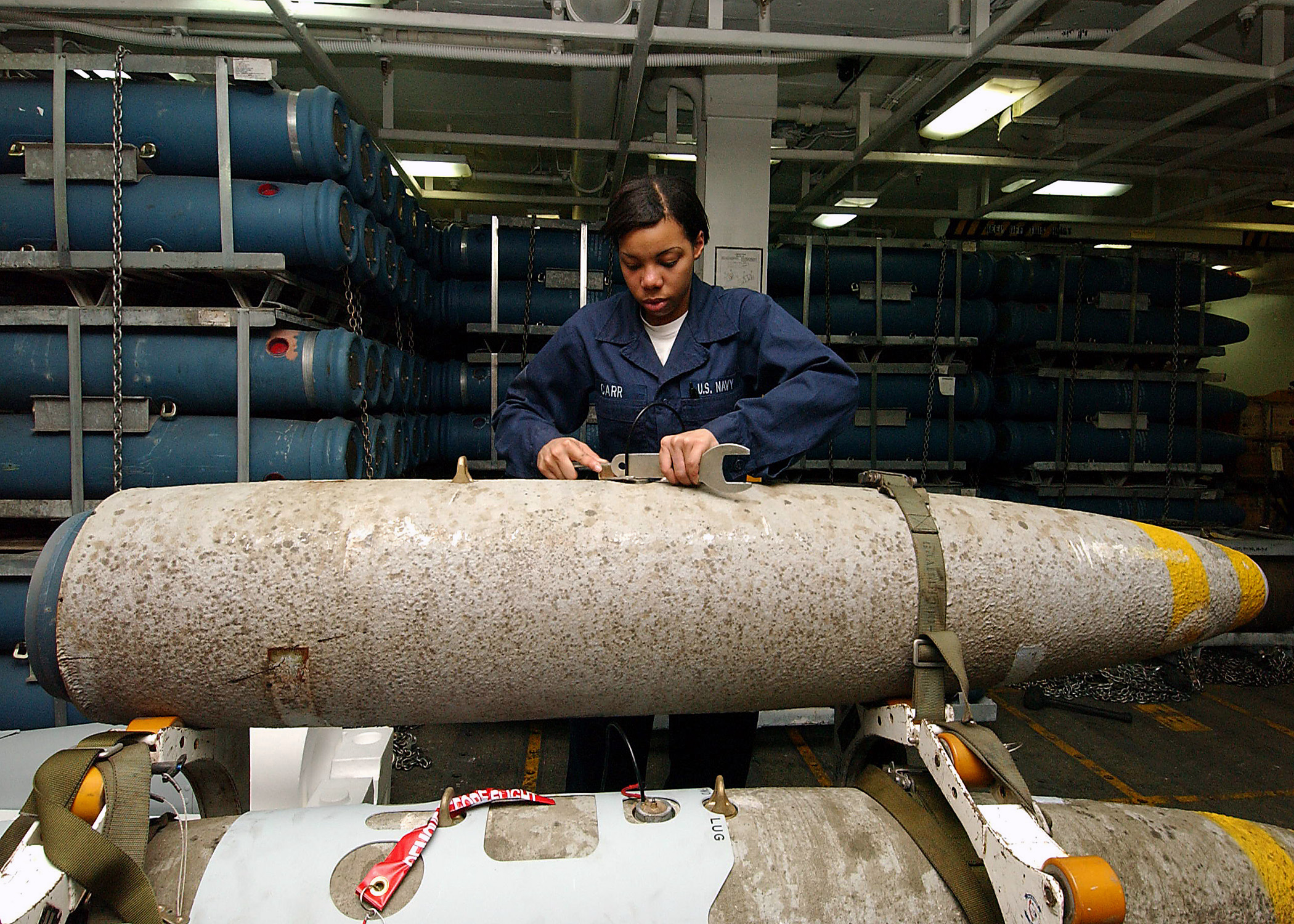
Un tècnic d'artilleria de l'aviació manejant el cos d'una bomba Mark 84 "protegit tèrmicament" (aïllat per retardar el temps de cocció en cas d'incendi) a bord de l'

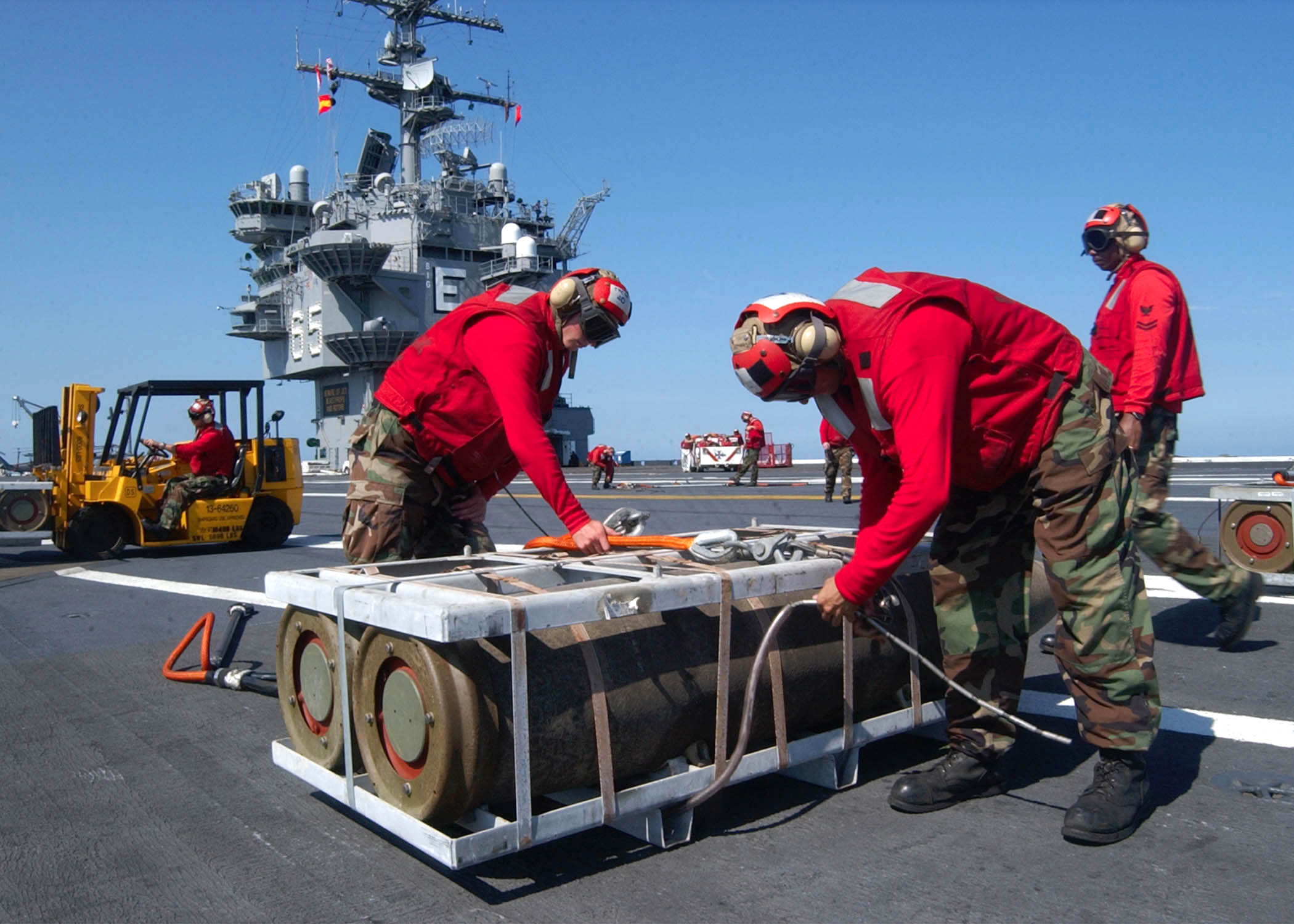
Els mariners treuen la fona d'elevació d'una caixa que conté un parell de bombes Mark 84. Les aletes de cua i les espoletes encara no s'han instal·lat

La Mark 84 té un pes nominal de 2,000 lb (907 kg), però el seu pes real varia en funció de la seva aleta, les opcions de la espoleta i la configuració de retard, d' 1,972 a 2,083 lb (894 a 945 kg). És una carcassa d'acer aerodinàmica plena de 945 lb (429 kg) d'explosiu tritonal alt.
Ès capaç de formar un cràter 50 peus (15 m) d'ample i 36 ft (11 m) de fondària. Pot penetrar fins 15 polzades (38 cm) de metall o 11 ft (3.4 m) de formigó, depenent de l'alçada des de la qual es deixa caure, i provoca una fragmentació letal en un radi de 400 iardes (370 m).
Moltes Mark 84 s'han equipat amb dispositius d'estabilització i retard per proporcionar capacitats de guia de precisió. Serveixen com a cap d'ogiva d'una varietat de municions guiades amb precisió, incloent les bombes guiades per làser GBU-10 / GBU-24 / GBU-27 Paveway, la bomba electro-òptica GBU-15, la GBU-31 JDAM i les mines marítimes Quickstrike. El kit d'orientació turc HGK s'utilitza per convertir bombes Mark 84 de 2000 lliures en bombes intel·ligents guiades per GPS/INS.
Segons un informe de prova realitzat per la Junta de Revisió de Seguretat d'Explosius del Sistema d'Armes de la Marina dels Estats Units (WSESRB) establert arran de l' incendi de l'USS <i id="mwUg">Forrestal</i> de 1967, el temps de cocció d'una Mk 84 és d'aproximadament 8 minuts 40 segons.

### Desplegament en guerres

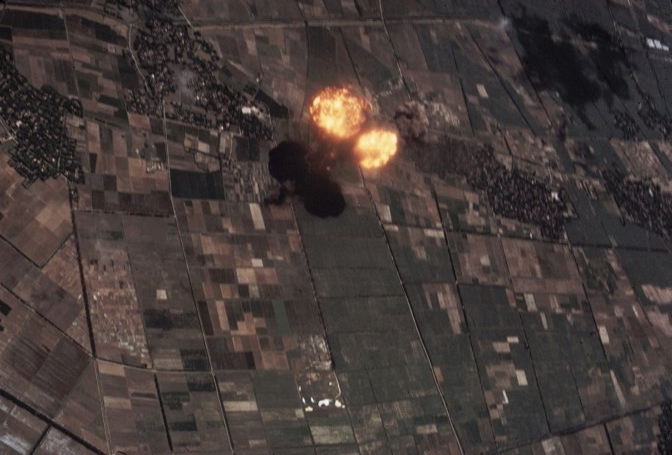
Mk 84 explotant al Vietnam del Nord, 1972

Les MK 84 van ser utilitzades per les forces nord-americanes a la guerra del Vietnam, la guerra de l'Iraq, la guerra de l'Afganistan, el bombardeig de Iugoslàvia el 1999 i a la guerra de Gaza del 2014, per part d'Israel.
Segons una investigació forense de Human Rights Watch, les bombes MK 84 també es van emprar en la intervenció dirigida per l'Aràbia Saudita a la guerra civil iemenita.
El 2023 i el 2024, les bombes Mark 84 s'estan utilitzant àmpliament en la guerra entre Israel i Hamàs.

## Variants
- Bomba BLU-109
- Bomba BLU-116
- Bomba Mark 81
- Bomba Mark 82
- Bomba Mark 83